# Septemserolis septemcarinata
Septemserolis septemcarinata là một loài chân đều trong họ Serolidae. Loài này được Miers miêu tả khoa học năm 1875.